# Efectele etanolului asupra organismului

## Efecte la nivelul creierului
Unul din locurile principale în care acționează etanolul (substanța activă din alcool) este sistemul nervos central. Chiar dacă alcoolul este o substanță care se găsește peste tot, efectele sale nu sunt la fel de bine cunoscute ca cele ale altor substanțe psihoactive (morfină, THC, etc.).
În timp ce alte subsțante actionează pe receptorii specifici ai unor neurotransmițători la nivelul sinapselor, nu s-au identificat receptori pentru etanol (adică ori nu există, ori trebuie descoperiți). În schimb s-a constatat că etanolul interacționează cu sistemul GABA-ergic. 

### În complexul amigdalian
În complexul amigdalian, în nucleul central amigdalian, prezența etanolului determină o amplificare a potențialelor postsinaptice inhibitorii (PPSI) determinate de receptorii GABAA, cât și a descărcărilor spontane. Apare și o creștere în frecvență a descărcărilor spontane. Amigdala joacă un rol important în anxietate (frică) și se presupune că această interacțiune are rol în efectul anxiolitic al alcoolului [de reducere a fricii]

### În hipocamp
În hipocamp etanolul determină tot amplificarea PPSI mediate de receptorii GABAA, dar numai în cazul unor stimulări mici (inferențele nu sunt certe, vezi bibliografie, articolul 3). Hipocampul este o "stație de releu", dar este strâns legată  de memoria spațială, și se presupune că acțiunea etanolului în această structură este legată de amneziile ce apar în cazul consumului excesiv de alcool. Studii pe șoareci au demonstrat că lezarea hipocampului și intoxicarea sa cu alcool au aceleași simptome.

### Efecte asupra mesagerilor de ordinul II și III
S-a constat că prezența etanolului determină o creștere a nivelului de cAMP (mesager de ordinul II, vezi sinapsă), ceea ce determină o translocare a subunitații catalitice Cα a PKA (mesager de ordinul III, vezi sinapsă) spre nucleu unde modulează expresia genelor. Aceasta poate avea implicații serioase în activitatea celulei, de exemplu la nivelul răspunsurilor mediate de hormoni și neurotransmițători.

### Rolul dopaminei
Dopamina(DA), prin acțiunea sa în sistemul mezocorticolimbic (vezi: cortex, mezencefal, sistem limbic), este  molecula cel mai direct implicată în formarea dependenței de diferite subsțante, datorită efectului ei de recompensare. Zona ventral tegmentală și nucleus acumbens au fost asociate cu formarea dependențelor, prin input-urile glutamatergice venite de le cortexul prefrontal, hipocamp și amigdală. 

### Rolul receptorilor de opioizi
Consumul de etanol la șobolani se reduce după administrarea antagonistilor nonselectivi sau selectivi (adică substanțe care blochează fie ambele tipuri de receptor fie câte unul) pentru receptorii µ si δ de opioizi, ceea ce sugerează o interacțiune între etanol și receptorii opioizi. Se presupune că această interacțiune este mediată de DA, și că neuronii DA din mezencefal au funcția de a converti semnalele motivaționale care prezic recompensa, în comportamente direcționate spre obținerea stimulilor recompensatorii.

### Rolul altor receptori și altor neurotransmițători
Administrarea unui antagonist pentru receptorii cannabinoizi poate reduce ingestia voluntară de etanol la șobolani și previne formarea comportamentului obsesiv de consum de etanol. 
Neuropeptidul Y (NPY) joacă de asemenea un rol în dependența de etanol. Șoarecii NPY KO (fara receptori pentru NPY) prezintă sensibilitate scazută la etanol și consum voluntar pronunțat, în timp ce șoarecii cu expresie accentuată a NPY manifestă opusul.

## Genetica și alcoolul
Deși factorii de mediu sunt importanți în formarea dependențelor, studiile relevă tot mai mult importanța mare a factorilor genetici. Studiile epidemiologice au demonstrat că se moștenește o sensibilitate la alcoolism. Între diverse linii de șobolani există diferențe comportamentale induse de etanol și se încearcă identificarea bazei genetice a acestor diferențe prin diverse metode ca analiza quantitative trait locus (QTL).

### Descoperiri
Studiile genetice au confirmat mulți dintre receptorii pe care acționează substanțele psihoactive si a adus și noi contribuții. Șoarecii fără receptori serotoninergici 5HT1b sunt mai receptivi la etanol, ceea ce indică o implicare a serotoninei și a receptorilor săi în efectele și dependența de alcool.
După uzul cronic de alcool se constată o acumulare a factorului transcripțional ΔFosB în nucleus acumbens. ΔFosB persistă în această regiune mult timp după ce consumul de alcool incetează. Cercetările actuale se concentrează pe determinarea genelor prin care acționeaza factori transcripționali ca ΔFosB.
Alcoolul și substanțele psihoactive acționează asupra expresiei genelor, adică asupra modului în care genele își exercită funcțiile în activitatea celulară.

## Vezi și
- Alcoolism
- Intoxicație etilică